# Lawdar
Lawdar  (arabisch لودر, DMG Laudar) ist eine Stadt im gleichnamigen Bezirk Lawdar, deren Verwaltungssitz sie ist, und liegt im Gouvernement Abyan. Lawdar liegt auf einer Höhe von knapp 1000 m ü. M. Das Städtchen hat knapp 14.000 Einwohner. Ein Flughafen befindet sich rund 30 km nordwestlich bei Mukayras.

## Geschichte
Zwischen Regierungstruppen und Aufständischen, die laut Regierung der al-Qaida im Jemen angehören sollen, kam es in Lawdar ab Oktober 2010 und Anfang 2011 immer wieder zu schweren Kämpfen. Dutzende wurden in der Region getötet anlässlich der Konflikte zwischen Gotteskriegern und der Armee.
Am 9. April 2012 griffen Kämpfer der Gruppe Ansar al-Scharia (Helfer der Scharia), einer Jugendorganisation von al-Qaida im Jemen, aus mehreren Richtungen an und besetzten die Kaserne der Stadt.